# كاتلين إيوان
كاتلين إيوان (بالرومانية: Cătălin Ion)‏ هو لاعب كرة قدم روماني في مركز الدفاع، ولد في 13 نوفمبر 1998 في Caracal, Romania ‏ في رومانيا. لعب مع نادي أسترا جورجو ونادي أوتيلول ريشيتا.

## وصلات خارجية
- كاتلين إيوان على موقع قاعدة بيانات كرة القدم.إي يو (الإنجليزية)
- كاتلين إيوان على موقع Soccerway.com (الإنجليزية)